# Rašica (vzpetina)
Rašica (647 m) je osamelec na skrajnem severnem delu Mestne občine Ljubljana.

## Lega
Poleg najvišjega Vrha Staneta Kosca (647 m), na katerem stojita 17 m visok razgledni stolp in planinska koča Rašiške čete (641 m), sta na zahodnem pobočju Rašice še vrhova Rašiškega hriba: Veliki vrh (568 m) in Mali Vrh (483 m), v bližini pa sta tudi vrh Privolje (del Ljubljanskega gozda, 470 m) in Rašiški hrib (392 m). Vrh Rašice je najpogosteje obiskan po poti, ki vodi iz istoimenskega naselja (Rašica, 421 m). 17 m visok razgledni stolp je bil postavljen leta 1957 v spomin na ustanovitev Kamniškega bataljona. Nov 25 m stolp je bil postavljen leta 2002. Z njega se ponuja lep pogled na Ljubljansko kotlino ter okoliške hribe in gore. Rašici najbližji hrib, ki je prav tako priljubljena izletniška točka, je Šmarna gora.

## Relief
Rašica je osamelec na zahodu Kamniškobistriške ravnine (Kamniškobistriško polje). Zgrajen je iz triasnih apnencev in dolomitov. Glede na nadmorsko višino  lahko rečemo, da je Rašica hrib. Ker je osamelec, se iz Rašiškega stolpa ponuja prekrasen razgled na okoliške hribe, Kamniško-Savinjske Alpe in tudi del Julijskih Alp.

## Geološko - pedološka osnova
Na območju Rašice najdemo terciarne sedimente. Največ je apnenca in dolomita. Dolomit je precej pogosta kamnina, ki sestavlja z apnenci mnoga gorstva.

## Prst
Na trdih karbonatnih kamninah nastaja rendzina (rjava tanka plast prsti). Značilna je za pobočja. 

## Podnebje
V Ljubljanski kotlini je zmerno celinsko podnebje, kar pomeni razmeroma hladne zime ter vroča in soparna poletja. V to območje spada tudi Rašica. Pozimi je pogosto tudi Rašica zavita v meglo. Le redko je zgoraj jasno in v dolini megla. Temperatura je na vrhu povprečno nižja za 1,8 °C kot v Ljubljani.

## Vode
Na območju Rašice je veliko kraških jam. Za to območje je značilen vodonosnik s kraško-razpoklinsko poroznostjo. To pomeni, da tu večina vode ponikne in nato pride na plan ob vznožju hribovja ali na nižji nadmorski višini. Voda, ki priteče z osamelca, se izliva v večje potoke (Pšata, Črnušnjica) in ti se nato izlivajo v reko Savo in Kamniško Bistrico. 

## Rastlinstvo
V hribovskem pasu, v katerem je Rašica, prevladuje mešani gozd. Na severni strani naselja Trzin so še zlasti zanimive visoke duglazije, severnoameriški iglavci, ki so jih dali v preteklosti posaditi lastniki gradu Jablje. Malo nižje pod vrhom (Dobeno in vasi Rašica) najdemo kar nekaj travnatih površin, ki služijo kot pašniki. Ker je nekaj kmetij propadlo, je dandanes manj živine, ki bi se pasla.
Ob vznožju Rašice je veliko ostankov mokrišč. Lahko rečem, da je močvirnato skoraj na vseh straneh osamelca. Tu najdemo rastline in živali, ki so značilne le za območja mokrišč. V gozdu zahodno od naselja Trzin je še eden od nekdanjih glinokopov, ki jih je zalila voda – Frinihtov bajer.
Lepi čeveljc je rastlina, ki je zaščitena in jo najdemo samo na območju mokrišč. Za Trzin je značilen tudi močvirski tulipan ali žerjavček, kot jim rečejo Trzinci.

## Naselja
Najbližja naselja vrhu Rašice so Zgornje Dobeno, Srednje Dobeno, Spodnje Dobeno in vas Rašica. Do vasi Rašice pridemo iz Spodnjih Gameljn, na Dobeno pa iz Loke pri Mengšu. Naselja so višje ležeča in so se v zadnjih dveh desetletjih močno razširila. Na Dobenu so včasih bili samo majhni vikendi z značilno arhitekturo, ki so se kasneje večinoma spremenili v stalna bivališča. 

## Promet
Iz smeri Črnuč obstaja makadamska pot, ki pelje čisto do vrha, vendar jo na srečo uporabljajo samo vzdrževalci oddajnikov na stolpu in skrbniki planinske koče. V zadnjih letih je Rašica postala priljubljen cilj gorskih in cestnih kolesarjev ter gorskih tekačev.

## Naravni viri, raba tal in gospodarstvo
Na območju osamelca prevladuje gozd. Del gozda je vključen v projekt Natura 2000 - evropsko omrežje posebnih varstvenih območij, ki so jih določile države članice Evropske unije. Njen glavni cilj je ohraniti biotsko raznovrstnost za prihodnje rodove. Na varstvenih območjih se v okviru habitatne direktive in direktive o pticah borijo ohraniti živalske in rastlinske vrste ter habitate, ki so redki ali pa so v Evropi že ogroženi. Slovenija je ob pridružitvi Evropski uniji določila seznam naravnih območij, ki ustrezajo merilom obeh direktiv.
Direktivi podpirata trajnostni razvoj, ki lahko zadovoljuje potrebe sedanjih rodov, hkrati pa ne škoduje potrebam prihodnjih. Na varstvenih območjih Natura 2000 direktivi ne izključujeta človeške dejavnosti. Zagotoviti je potrebno, da te dejavnosti ne bodo ogrozile narave, temveč bodo, kadar bo to mogoče, njeno ohranjanje podpirale ().
Ime naselja Dobeno priča o gospodarskem pomenu dobovih gozdov v preteklosti na Slovenskem. Zaradi pretiranega poseganja v naravo in krčenja dobovih gozdov nam ta imena dajo samo slutiti, da je na teh območjih nekoč rasel dob. V današnjih dneh gozd na tem območju nima velikega gospodarskega pomena a ima velik pomen za ljudi.
Naravni vir osamelca so predvsem vodni izviri, ki jih je na tem območju veliko in se jih v zadnjih letih poskuša čim bolje zaščititi. Naravne vire ogroža gospodarstvo, saj se industrijske cone širijo in pišejo slab scenarij vodnih virov, mokrišč, gozda, itd.